# 카르가도스 카라호스 제도

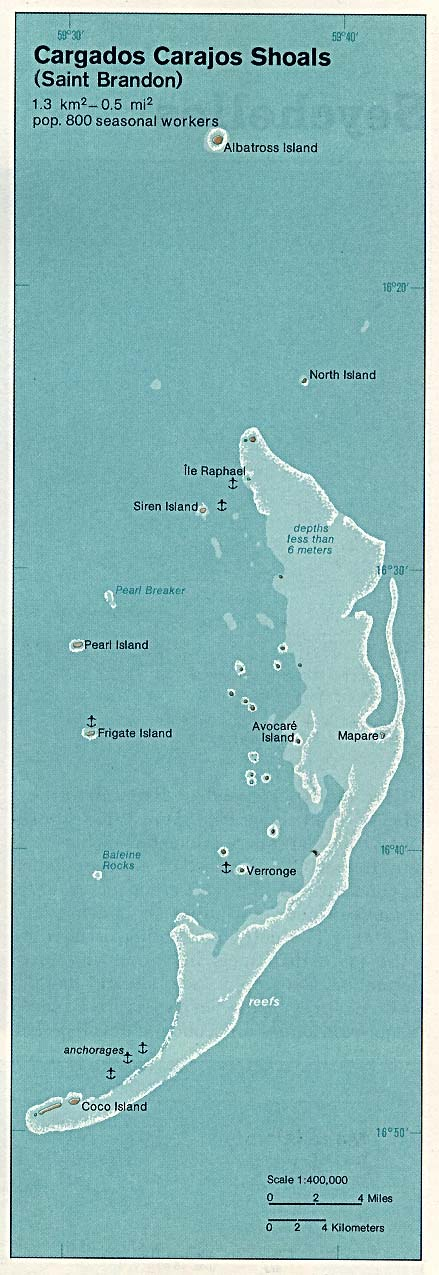
카르가도스 카라호스 제도

카르가도스 카라호스 제도(Cargados Carajos) 또는 세인트 브랜던 암초(Saint Brandon Rocks)는 인도양 남서부에 있는 모리셔스의 속령으로, 16개의 작은 석호로 형성된 환초이다. 모리셔스 북동부에 위치하고 있고 동경 59°37′, 남위 16°35′에 위치한다. 환초 길이는 남북 최장 50km, 최대 5km이며 환초 면적은 190km2, 전체 면적은 1.3km2이다. 섬에 거주하는 인구는 63명(2000년 기준)이며 주민의 대부분이 어업에 종사한다.

## 같이 보기
- 마스카렌 제도
- 모리셔스
- 보전상태
- 카르가도스 카라호스 제도
- 자연보전
- 야생생물보전
- 유네스코
- 조류보전
- 보전생물학